# Geodena inferma
Geodena inferma är en fjärilsart som beskrevs av Swinhoe 1904. Geodena inferma ingår i släktet Geodena och familjen mätare. Inga underarter finns listade i Catalogue of Life.